# Pietro Betti (fantino)
Pietro Betti detto Betto (Lucignano, 4 giugno 1822 – ...) è stato un fantino italiano.
Noto anche come Farfallino, Pierino Rosso e Pierino vinse una volta il Palio di Siena, nel 1841.
Era fratello di un altro fantino: Francesco Betti detto Spavento.

## Carriera
Betto esordì al Palio con l'Onda il 16 agosto 1840.
A luglio 1841, nel Leocorno, sfiorò la prima vittoria: partito in testa, fu superato al secondo giro dall'Oca con Campanino, concludendo la carriera alle spalle di quest'ultimo.
Ad agosto, dopo aver corso l'ordinario Palio dell'Assunta per il Nicchio, fu confermato da quest'ultimo per la carriera straordinaria del 17, indetta da un comitato cittadino e da disputarsi fra tutte e diciassette le Contrade. Betto, che montava lo stesso cavallo vincitore il giorno prima per la Lupa, condusse il Palio sin dalla mossa e conquistò la sua prima vittoria. Il successo fruttò a Betto un premio di 30 lire e il fantino fu altresì autorizzato, nonostante si fosse trattato di una corsa straordinaria, a due giorni di questua.
Il 3 luglio 1842 Betto, nella Tartuca, fu nuovamente fra i protagonisti della carriera, ma alla fine fu solo terzo, dietro al Bruco (quell'anno autore del cappotto) e all'Oca.
Il 18 agosto dello stesso anno, dopo aver mancato l'ordinaria carriera dell'Assunta, Betto difese nuovamente i colori del Nicchio, ancora in un Palio straordinario con tutte le diciassette Contrade. Per i primi due giri tallonò Saltatore nell'Istrice, ma al secondo passaggio alla curva del Casato, quando pareva prossimo a superarlo, fu disarcionato da Bonino, fantino della Chiocciola. Il cavallo scosso del Nicchio proseguì la propria corsa, ma fu fermato all'ultima curva del Casato e la vittoria andò all'Istrice.
A luglio del 1843, Betto, nel Bruco, contese il Palio alla Tartuca fino al secondo giro, quando una nuova caduta pose fine alle sue ambizioni di vittoria.
Dopo aver corso proprio nella Tartuca ad agosto di quell'anno, Betto chiuse la propria breve, ma intensa carriera il 2 luglio 1844 nell'Oca. Anche in quel caso, battagliò nelle posizioni di vertice fino al secondo San Martino, quando cadde per il duro ostacolo dell'Onda e della Chiocciola.

## Presenze al Palio di Siena
Le vittorie sono evidenziate ed indicate in neretto.
| Palio          | Contrada | Cavallo                  | Note   |
| -------------- | -------- | ------------------------ | ------ |
| 16 agosto 1840 | Onda     | Morello di C. Piazzesi   |        |
| 2 luglio 1841  | Leocorno | Baio di L. Barbetti      |        |
| 16 agosto 1841 | Nicchio  | Morello di G. Poggiali   |        |
| 17 agosto 1841 | Nicchio  | Morello di L. Barbetti   |        |
| 3 luglio 1842  | Tartuca  | Morello di E. Bagnoli    |        |
| 18 agosto 1842 | Nicchio  | Grigio di G.B. Bruschi   | scosso |
| 2 luglio 1843  | Bruco    | Morello di G. Bianciardi | scosso |
| 16 agosto 1843 | Tartuca  | Morello di G. Bianciardi |        |
| 2 luglio 1844  | Oca      | Morello di L. Barbetti   | scosso |